# 世界乒乓球职业大联盟
世界乒乓球职业大联盟（World Table Tennis，簡稱WTT，或者WTT世界乒联或世界乒联）由國際乒乓球聯合會（ITTF）于2019年8月创立，是ITTF的商业和赛事公司。史蒂夫·丹顿（Steve Dainton）为WTT首席执行官，中国乒乓球协会主席刘国梁任WTT理事会主席。
WTT成立后推出了全新的乒乓球赛事体系，分为WTT系列赛、WTT支线赛和WTT青少年系列赛三级赛事体系，取代了过去的国际乒联世界巡回赛。2020年11月25日至29日，世界乒乓球职业大联盟WTT系列赛首站比赛在中国澳门举行，男、女各16名世界顶尖选手参加了本次比赛。在这项全新赛制的比赛中，马龙和孙颖莎分别收获了男单和女单冠军。

## 赛事体系
WTT的赛事体系分为WTT系列赛（WTT Series）、WTT支线系列赛（WTT Feeder Series）和WTT青少年系列赛（WTT Youth Series），WTT系列赛是顶级赛事，WTT支线系列赛是关键的基础性赛事，位列WTT系列赛之下。WTT青少年系列赛是起步级赛事。

### WTT系列赛
WTT系列赛包括WTT總决赛（WTT Finals），WTT大满贯（WTT Smashs），WTT冠军赛（WTT Champions）和WTT挑战赛（WTT Contender Series）四个级别，其中WTT挑战赛分为WTT球星挑战赛（WTT Star Contenders）和WTT常规挑战赛（WTT Contenders）。WTT世界杯决赛是WTT系列赛的年终总决赛。
WTT单打签表构成
| 赛事级别 | 赛事数量 | 排名直接晋级 | 资格赛 | 主办方外卡 | WTT提名 | 总签数 |
| -------- | -------- | ------------ | ------ | ---------- | ------- | ------ |
| 大满贯   | 4        | 50           | 8      | 4          | 2       | 64     |
| 总决赛   | 2        | 16           | -      | -          | -       | 16     |
| 冠军赛   | 8        | 30           | -      | 1          | 1       | 32     |
| 球星赛   | 6        | 30+4         | 8      | 4          | 2       | 48     |
| 常规赛   | 14+      | 18+2         | 8      | 3          | 1       | 32     |

WTT双打签表构成
| 赛事级别 | 赛事数量 | 排名直接晋级 | 资格赛 | 主办方外卡 | WTT提名 | 总签数 |
| -------- | -------- | ------------ | ------ | ---------- | ------- | ------ |
| 大满贯   | 4        | 20           | -      | 2          | -       | 24     |
| 总决赛   | 2        | 8            | -      | -          | -       | 8      |
| 球星赛   | 6        | 10           | 2      | 4          | -       | 16     |
| 常规赛   | 14+      | 10           | 4      | 2          | -       | 16     |

#### WTT總決賽
WTT總決賽是WTT系列赛的年终賽事，分为男子和女子2个赛事，与ITTF乒乓球世界杯相互独立。在WTT系列赛中年度排名前16位的单打选手和排名前8位的双打组合将在为期3天的顶级赛事中，在1张球台上进行比赛。从2025年开始，WTT总决赛将加入混合双打项目，取代男子双打和女子双打项目。
从2025年开始WTT总决赛单打参赛资格积分将由4站大满贯、6站中取4站成绩最佳的W冠军赛赛事以及6场成绩最佳的挑战赛积分总和，也可以用支线赛积分取代挑战赛积分。参加混双总决赛的方式依旧按照世界排名积分前7的组合和1张外卡。比赛采用小组赛行使，每组前两名晋级四强淘汰赛。
WTT总决赛奖金从2025年起增至130万美元。
| 年份 | 举办城市   | 男单冠军 | 男单亚军 |
| ---- | ---------- | -------- | -------- |
| 2021 | 新加坡     | 樊振东   | 张本智和 |
| 2022 | 中国新乡市 | 王楚钦   | 张本智和 |
| 2023 | 多哈       | 王楚钦   | 樊振东   |
| 2024 | 日本福冈县 | 王楚钦   | 张本智和 |
| 2025 | 香港       |          |          |

| 年份 | 举办城市   | 冠军   | 亚军   |
| ---- | ---------- | ------ | ------ |
| 2021 | 新加坡     | 孙颖莎 | 王艺迪 |
| 2022 | 中国新乡市 | 孙颖莎 | 陈梦   |
| 2023 | 日本名古屋 | 孙颖莎 | 王艺迪 |
| 2024 | 日本福冈县 | 王曼昱 | 陳幸同 |
| 2025 | 香港       |        |        |

| 年份 | 举办城市   | 冠军              | 亚军              |
| ---- | ---------- | ----------------- | ----------------- |
| 2021 | 没有举办   | 没有举办          | 没有举办          |
| 2022 | 没有举办   | 没有举办          | 没有举办          |
| 2023 | 多哈       | 向鹏 袁励岑       | 林高远 林诗栋     |
| 2024 | 日本福冈县 | F·勒布伦 A·勒布伦 | 篠塚大登 户上隼辅 |

| 年份 | 举办城市   | 冠军              | 亚军              |
| ---- | ---------- | ----------------- | ----------------- |
| 2021 | 没有举办   | 没有举办          | 没有举办          |
| 2022 | 没有举办   | 没有举办          | 没有举办          |
| 2023 | 日本名古屋 | 王曼昱 孙颖莎     | 木原美悠 長崎美柚 |
| 2024 | 日本福冈县 | 佐藤瞳 桥本帆乃香 | 横井咲樱 大藤沙月 |

| 年份 | 举办城市 | 冠军 | 亚军 |
| ---- | -------- | ---- | ---- |
| 2025 | 香港     |      |      |

#### WTT大满贯
WTT大满贯，每年最多4站比赛，包括WTT新加坡大满贯、WTT中国大满贯、WTT美国大满贯和WTT欧洲大满贯4站（WTT沙特大满贯仅在2024年举办了一届）。和之前的国际乒联巡回赛赛事体制不同的是，大满贯赛事每场赛事的奖金达到200-300万美金，并计划固定在一个专门的比赛场地以扩大影响力，包括：
- 比赛时候的4张球台将缩减到1张，所有晚间赛事只在一张球台上进行，而不是4张球台上同时进行比赛；
- 寻找专用的乒乓球场地；
- 比赛时间将扩展到10天以上（包括资格赛时间）；
- 在WTT赛事日历中固定每年的比赛日期。赛事奖金将达到200-300万美元（目前为200万美元）。

单打正赛由64名男子+64名女子选手组成，其中包括58位世界排名选手或者50位世界排名选手+8位资格赛晋级选手+4位东道主选手+2位外卡选手。双打正赛（包括混合双打）包括24对男双组合+24对女双组合，其中包括20对世界排名选手+4对外卡选手。
| \| 新加坡大满贯 \| \| \| \| \| \| \| 年份 \| 男子单打 \| 女子单打 \| 男子双打 \| 女子双打 \| 混合双打 \| \| 2022年 \| 樊振东 \| 陈梦 \| 樊振东 王楚钦 \| 王曼昱 孙颖莎 \| 王楚钦 孙颖莎 \| \| 2023年 \| 樊振东 \| 孙颖莎 \| 樊振东 王楚钦 \| 王曼昱 孙颖莎 \| 王楚钦 孙颖莎 \| \| 2024年 \| 王楚钦 \| 王曼昱 \| 馬龍 林高遠 \| 陈梦 王曼昱 \| 王楚钦 孙颖莎 \| \| 2025年 \| 林诗栋 \| 孙颖莎 \| 王楚钦 林诗栋 \| 王曼昱 蒯曼 \| 林诗栋 蒯曼 \| \| 沙特大满贯 \| \| \| \| \| \| \| 年份 \| 男子单打 \| 女子单打 \| 男子双打 \| 女子双打 \| 混合双打 \| \| 2024年 \| 王楚钦 \| 陈梦 \| 馬龍 王楚钦 \| 王曼昱 陈梦 \| 王楚钦 孙颖莎 \| \| 美国大满贯 \| \| \| \| \| \| \| 年份 \| 男子单打 \| 女子单打 \| 男子双打 \| 女子双打 \| 混合双打 \| \| 2025 \| 王楚欽 \| 朱雨玲 \| 林鐘勳 安宰賢 \| 王藝迪 蒯曼 \| 林詩棟 蒯曼 \| \| 欧洲大满贯 \| \| \| \| \| \| \| 年份 \| 男子单打 \| 女子单打 \| 男子双打 \| 女子双打 \| 混合双打 \| \| 2025 \| \| \| \| \| \| \| 中国大满贯 \| \| \| \| \| \| \| 年份 \| 男子单打 \| 女子单打 \| 男子双打 \| 女子双打 \| 混合双打 \| \| 2024年 \| 林诗栋 \| 孙颖莎 \| 王楚钦 梁靖崑 \| 陈幸同 钱天一 \| 林诗栋 蒯曼 \| |          |          |               |               |               |
| 新加坡大满贯 |          |          |               |               |               |
| 年份 | 男子单打 | 女子单打 | 男子双打      | 女子双打      | 混合双打      |
| 2022年 | 樊振东   | 陈梦     | 樊振东 王楚钦 | 王曼昱 孙颖莎 | 王楚钦 孙颖莎 |
| 2023年 | 樊振东   | 孙颖莎   | 樊振东 王楚钦 | 王曼昱 孙颖莎 | 王楚钦 孙颖莎 |
| 2024年 | 王楚钦   | 王曼昱   | 馬龍 林高遠   | 陈梦 王曼昱   | 王楚钦 孙颖莎 |
| 2025年 | 林诗栋   | 孙颖莎   | 王楚钦 林诗栋 | 王曼昱 蒯曼   | 林诗栋 蒯曼   |
| 沙特大满贯 |          |          |               |               |               |
| 年份 | 男子单打 | 女子单打 | 男子双打      | 女子双打      | 混合双打      |
| 2024年 | 王楚钦   | 陈梦     | 馬龍 王楚钦   | 王曼昱 陈梦   | 王楚钦 孙颖莎 |
| 美国大满贯 |          |          |               |               |               |
| 年份 | 男子单打 | 女子单打 | 男子双打      | 女子双打      | 混合双打      |
| 2025 | 王楚欽   | 朱雨玲   | 林鐘勳 安宰賢 | 王藝迪 蒯曼   | 林詩棟 蒯曼   |
| 欧洲大满贯 |          |          |               |               |               |
| 年份 | 男子单打 | 女子单打 | 男子双打      | 女子双打      | 混合双打      |
| 2025 |          |          |               |               |               |
| 中国大满贯 |          |          |               |               |               |
| 年份 | 男子单打 | 女子单打 | 男子双打      | 女子双打      | 混合双打      |
| 2024年 | 林诗栋   | 孙颖莎   | 王楚钦 梁靖崑 | 陈幸同 钱天一 | 林诗栋 蒯曼   |

#### WTT冠军赛
WTT冠军赛，和其他级别WTT系列赛不同的是，冠军赛仅设置男子单打和女子单打两个项目，每个项目有32名运动员参加，其中包括30名世界排名选手+1名外卡选手+1位WTT提名选手，不设置资格赛。。
起初WTT冠军赛每年设置8站，男子比赛和女子比赛各4站。2025年WTT赛事改革后，冠军赛从2025赛季开始将增到每年6站，均为男女合办赛事。比赛奖金为40-60万美元。按照WTT的规定，WTT冠军系列赛仅设置1张比赛球台，只需8张训练球台。
首届WTT冠军赛于2022年在匈牙利布达佩斯举办，男女冠军分别是张本智和与王曼昱。

#### WTT挑戰賽
挑战系列赛事类似目前的国际乒联白金赛和公开赛。该类赛事设置在体育馆或体育场内进行，大量资格赛选手参与其中。在挑战系列赛事中取得佳绩的选手可获得世界乒乓球冠军系列赛和世界乒乓球杯赛的邀请。
- WTT球星挑战赛，共6站比赛，让一些新星有机会参加的传统意义上的乒乓球比赛，比赛奖金为25万美元，2025年起比赛奖金增加到27.5万美元。[8]

WTT球星挑战赛设置2-3天的资格赛，在相同场馆内进行男子、女子的单打和双打比赛。比赛场地必须能够容纳至少4张球台。在资格赛期间，必须能够容最少8张球台。大量东道主参赛名额将最大程度允许主办国的东道主选手参与竞争。因此，世界排名较低的选手得以与高水平选手一起在世界级赛事中直接对话。
单打正赛包括48名男单和48名女单选手，其中包括32-34为世界排名选手+8位资格赛晋级选手，4位外卡选手+2位WTT提名选手。双打正赛包括24对男双组合+24对女双组合，其中包括20对世界排名选手+4对外卡选手。混双正赛包括16对混双选手，其中包括14对世界排名选手+2对外卡选手。从2025年起，球星挑战赛单打强制参赛名额提升到8名。
- WTT普通挑战赛，每年最多14站比赛，灵活比赛形式，项目可以包括男单、女单、男双、女双和混双。比赛奖金为8万美元，2025年起奖金增至8.5万美元。[8]主办方可以对赛事比赛形式和参赛人数进行灵活的调整。

WTT普通挑战赛为所有世界排名选手提供参加高水平比赛的机会。普通挑站赛的场馆要求与球星挑战赛类似，利用现有的体育场地。WTT普通挑战赛除正赛外，还将设立资格赛。资格赛的规模和时长取决于主办方的目标。它将为本土选手提供在家门口参与国际赛事的机会，也是大部分球员首次参加WTT赛事的首选。WTT公司对于此类赛事的赛事奖金和主办费用的要求都相对较低。2025年起WTT将对参加常规挑战赛资格赛的限制规则进行调整。
| 2021年          | 2021年   | 2021年           | 2021年            | 2021年                          | 2021年        | 2021年                            | 2021年                            |
| 賽事級別 總獎金 | 舉辦時間 | 舉辦城市         | 男單冠軍          | 男雙冠軍                        | 女單冠軍      | 女雙冠軍                          | 混雙冠軍                          |
| --------------- | -------- | ---------------- | ----------------- | ------------------------------- | ------------- | --------------------------------- | --------------------------------- |
| 常規挑戰賽      | 2月28日  | 多哈             | 迪米特里·奧恰洛夫 | 李相秀 趙大成                   | 伊藤美誠      | 平野美宇 石川佳純                 | 林昀儒 鄭怡靜                     |
| 球星挑戰賽      | 3月5日   | 多哈             | 張本智和          | 李相秀 鄭榮植                   | 伊藤美誠      | 申裕斌 田志希                     | 林昀儒 鄭怡靜                     |
| 常規挑戰賽      | 8月15日  | 匈牙利布達佩斯   | 特魯爾斯·莫雷加德 | 托比亞斯·希普勒 基利安·歐特     | 楊曉欣        | 桑德拉·波蓋兒 毛道拉斯·多勞       | 薩蒂延·格納納塞卡蘭 馬妮卡·巴特拉 |
| 球星挑戰賽      | 9月20日  | 多哈             | 雨果·卡爾德拉諾   | 安宰賢 赵承敏                   | 早田希娜      | 長崎美柚 安藤南                   | 戶上隼輔 早田希娜                 |
| 常規挑戰賽      | 10月24日 | 突尼西亞突尼斯   | 安東·謝爾貝里     | 薩蒂延·格納納塞卡蘭 哈梅特·德塞 | 哈娜·瑪他洛伐 | 琳達·伯格斯特龍 克莉絲緹娜·凱爾伯 | 埃馬紐埃爾·勒貝松 袁嘉楠          |
| 常規挑戰賽      | 11月1日  | 斯洛維尼亞拉什科 | 梁靖崑            | 周啟豪 林高遠                   | 王藝迪        | 馬妮卡·巴特拉 艾查娜·卡馬特       | 王楚欽 王藝迪                     |
| 常規挑戰賽      | 11月8日  | 斯洛維尼亞拉什科 | 梁靖崑            | 林高遠 周啟豪                   | 刘炜珊        | 王藝迪 刘炜珊                     | 王楚欽 王藝迪                     |

| 2022年          | 2022年   | 2022年             | 2022年          | 2022年                            | 2022年        | 2022年            | 2022年                   |
| 賽事級別 總獎金 | 舉辦時間 | 舉辦城市           | 男單冠軍        | 男雙冠軍                          | 女單冠軍      | 女雙冠軍          | 混雙冠軍                 |
| --------------- | -------- | ------------------ | --------------- | --------------------------------- | ------------- | ----------------- | ------------------------ |
| 常規挑戰賽      | 2月27日  | 阿曼馬斯喀特       | 梁靖崑          | 林詩棟 向鵬                       | 蒯曼          | 張瑞 蒯曼         | 王楚欽 陳幸同            |
| 常規挑戰賽      | 3月18日  | 多哈               | 袁勵岑          | 克里斯蒂安·卡爾松 馬蒂亞斯·法爾克 | 范思琦        | 木原美悠 長崎美柚 | 林昀儒 鄭怡靜            |
| 球星挑戰賽      | 3月25日  | 多哈               | 安德烈·加奇尼   | 貝內迪克特·杜達 邱黨              | 木原美悠      | 木原美悠 長崎美柚 | 埃馬紐埃爾·勒貝松 袁嘉楠 |
| 常規挑戰賽      | 6月13日  | 札格瑞布           | 林昀儒          | 張禹珍 趙大成                     | 伊藤美誠      | 伊藤美誠 早田希娜 | 張本智和 早田希娜        |
| 常規挑戰賽      | 6月14日  | 秘魯利馬           | 邱黨            | 安東·謝爾貝里 馬蒂亞斯·法爾克     | 尼娜·米特蘭姆 | 森櫻 笹尾明日香   | 邱黨 尼娜·米特蘭姆       |
| 球星挑戰賽      | 7月11日  | 匈牙利布達佩斯     | 王楚欽          | 趙大成 李相秀                     | 王藝迪        | 孫穎莎 王曼昱     | 王楚欽 王曼昱            |
| 常規挑戰賽      | 8月1日   | 突尼西亞突尼斯     | 雨果·卡爾德拉諾 | 木造勇人 張本智和                 | 張瑞          | 張瑞 蒯曼         | 張本智和 張本美和        |
| 常規挑戰賽      | 9月5日   | 阿曼馬斯喀特       | 張禹珍          | 牛冠凯 赛林威                     | 陳幸同        | 陳幸同 錢天一     | 刘夜泊 陳幸同            |
| 常規挑戰賽      | 9月13日  | 阿拉木圖           | 魯文·菲盧斯     | 林昀儒 廖振珽                     | 早田希娜      | 早田希娜 平野美宇 | 林昀儒 陳思羽            |
| 常規挑戰賽      | 10月31日 | 斯洛維尼亞新戈里察 | 篠塚大登        | 篠塚大登 戶上隼輔                 | 申裕斌        | 杜凱琹 朱成竹     | 林鐘勳 申裕斌            |

| 2024年              | 2024年   | 2024年               | 2024年            | 2024年        | 2024年                              | 2024年                      | 2024年                    |
| 赛事级别 总奖金     | 举办时间 | 舉辦城市             | 男单冠軍          | 女单冠軍      | 男双冠军                            | 女双冠军                    | 混双冠军                  |
| ------------------- | -------- | -------------------- | ----------------- | ------------- | ----------------------------------- | --------------------------- | ------------------------- |
| 球星挑战赛 25万美元 | 1月8日   | 多哈                 | 王楚钦            | 孙颖莎        | 梁靖崑 袁励岑                       | 钱天一 陈幸同               | 王楚钦 孙颖莎             |
| 常规挑战赛 8万美元  | 1月14日  | 多哈                 | 蒂姆·波尔         | 田志希        | 林钟勋 李尚洙                       | 田志希 申裕斌               | 王楚钦 孙颖莎             |
| 球星挑战赛 25万美元 | 1月23日  | 印度果阿             | 费利克斯·勒布伦   | 郑怡静        | 安宰贤 林鐘勳                       | 田志希 申裕斌               | 林鐘勳 申裕斌             |
| 常规挑战赛 8万美元  | 5月20日  | 中国太原             | 梁靖崑            | 陈幸同        | 馬龍 林高遠                         | 蒯曼 陳熠                   | 林詩棟 蒯曼               |
| 常规挑战赛 8万美元  | 5月20日  | 巴西里约             | 雨果·卡爾德拉諾   | 長崎美柚      | 安宰贤 吳晙誠                       | 橋本帆乃香 佐藤瞳           | 林鐘勳 申裕斌             |
| 常规挑战赛 8万美元  | 5月27日  | 阿根廷门多萨         | 贝内迪克特·杜达   | 森櫻          | 奧拉西奧·西富恩特斯/聖地亞哥·洛倫佐 | 長崎美柚 森櫻               | 田中佑汰 長崎美柚         |
| 常规挑战赛 8万美元  | 6月3日   | 萨格勒布             | 亞歷克西·勒布倫   | 早田希娜      | 亞歷克西·勒布倫 西蒙·高茨           | 橫井咲櫻 大藤沙月           | 張本智和 早田希娜         |
| 球星挑战赛 25万美元 | 6月11日  | 斯洛維尼亞卢布尔雅那 | 雨果·卡爾德拉諾   | 早田希娜      | 安東·謝爾貝里 克里斯蒂安·卡爾松     | 木原美悠 長崎美柚           | 張本智和 早田希娜         |
| 常规挑战赛 8万美元  | 6月17日  | 奈及利亞拉各斯       | 迪米特里·奥恰洛夫 | 斯莉嘉·阿庫拉 | 哈梅特·德塞/馬納夫·泰卡爾           | 斯莉嘉·阿庫拉/阿奇那·卡馬特 | 林鐘勳 申裕斌             |
| 常规挑战赛 8万美元  | 6月25日  | 突尼西亞突尼斯       | 張本智和          | 張本美和      | 張本智和 松島輝空                   | 橫井咲櫻 大藤沙月           | 張本智和 早田希娜         |
| 球星挑战赛 25万美元 | 7月2日   | 泰國曼谷             | 張本智和          | 伊藤美誠      | 張本智和 松島輝空                   | 橋本帆乃香 佐藤瞳           | 張本智和 早田希娜         |
| 常规挑战赛 8万美元  | 8月19日  | 秘魯利马             | 達科·約爾吉奇     | 大藤沙月      | 弗洛里安·布拉萨德/埃斯特班·多尔     | 大藤沙月 橫井咲櫻           | 恩里克·诺古蒂 茱莉亞·高橋 |
| 常规挑战赛 8万美元  | 9月3日   | 阿拉木图             | 林诗栋            | 石洵瑶        | 林诗栋 徐瑛彬                       | 何卓佳 刘炜珊               | 林诗栋 蒯曼               |
| 球星挑战赛 25万美元 | 9月16日  | 中国兰州             | 取消              | 取消          | 取消                                | 取消                        | 取消                      |
| 常规挑战赛 8万美元  | 10月27日 | 阿曼马斯喀特         | 林诗栋            | 蒯曼          | 向鹏 袁励岑                         | 杨屹韵 朱思冰               | 林诗栋 蒯曼               |

| 2025年          | 2025年   | 2025年               | 2025年          | 2025年                              | 2025年     | 2025年            | 2025年                                      |
| 赛事级别 总奖金 | 举办时间 | 舉辦城市             | 男单冠軍        | 男双冠军                            | 女单冠軍   | 女双冠军          | 混双冠军                                    |
| --------------- | -------- | -------------------- | --------------- | ----------------------------------- | ---------- | ----------------- | ------------------------------------------- |
| 球星挑战赛      | 1月6日   | 多哈                 | 張本智和        | 徐瑛彬 向鵬                         | 蒯曼       | 大藤沙月 橫井咲櫻 | 松島輝空 張本美和                           |
| 常规挑战赛      | 1月11日  | 阿曼马斯喀特         | 陈垣宇          | 張本智和 松島輝空                   | 石洵瑶     | 大藤沙月 橫井咲櫻 | 阿爾瓦羅·羅夫萊斯 肖瑶茜                    |
| 球星挑戰賽      | 3月25日  | 印度清奈             | 吳晙誠          | 林鐘勳 安宰賢                       | 張本美和   | 張本美和 木原美悠 | 林鐘勳 申裕斌                               |
| 常規挑戰賽      | 4月7日   | 中国太原             | 松島輝空        | 徐瑛彬 向鵬                         | 橋本帆乃香 | 金娜英 柳韓娜     | 林鐘勳 金娜英                               |
| 常規挑戰賽      | 4月22日  | 突尼西亞突尼斯市     | 費利克斯·勒布倫 | 貝內迪克特·杜達 安德烈·貝特爾斯麥爾 | 張本美和   | 張本美和 木原美悠 | 馬努什·烏特帕爾巴伊·沙阿 迪婭·帕拉格·奇塔萊 |
| 常規挑戰賽      | 6月9日   | 北馬其頓斯科普里     | 貝內迪克特·杜達 | 林鐘勳 吳晙誠                       | 袁嘉楠     | 金娜英 柳韓娜     | 克里斯蒂安·卡爾松 克莉絲緹娜·凱爾伯         |
| 球星挑戰賽      | 6月17日  | 斯洛維尼亞卢布尔雅那 | 雨果·卡爾德拉諾 | 安宰賢 林鐘勳                       | 長崎美柚   | 張本美和 大藤沙月 | 林鐘勳 申裕斌                               |
| 常规挑战赛      | 6月23日  | 萨格勒布             | 張本智和        | 黃鎮廷 陳顥樺                       | 大藤沙月   | 張本美和 大藤沙月 | 林鐘勳 申裕斌                               |
| 常規挑戰賽      | 7月22日  | 奈及利亞拉各斯       | 安第斯·林德     | 阿卡什·帕爾 薩蒂延·格納納塞卡蘭     | 橋本帆乃香 | 金娜英 柳韓娜     | 朱爾斯·羅蘭 普麗蒂卡·帕瓦德                 |
| 常規挑戰賽      | 7月22日  | 阿根廷布宜諾斯艾利斯 | 雨果·卡爾德拉諾 | 濵田一輝 小林広夢                   | 張本美和   | 張本美和 大藤沙月 | 雨果·卡爾德拉諾 布魯娜·高橋                 |
| 球星挑战赛      | 7月29日  | 巴西伊瓜蘇           | 雨果·卡爾德拉諾 | 貝內迪克特·杜達 邱黨                | 張本美和   | 張本美和 大藤沙月 | 英田理志 橋本帆乃香                         |
| 常规挑战赛      | 9月1日   | 阿拉木图             |                 |                                     |            |                   |                                             |
| 球星挑战赛      | 10月20日 | 英国伦敦             |                 |                                     |            |                   |                                             |
| 球星挑戰賽      | 11月17日 | 阿曼馬斯喀特         |                 |                                     |            |                   |                                             |

### WTT支线系列赛
WTT支线系列赛是WTT在2022年推出的新赛事体系，是WTT关键的基础性赛事，位列WTT系列赛之下。类似于网球的ATP挑战赛，为乒乓球新星、全球各大区域的突出选手和为了重返WTT系列赛的运动员为参赛对象，选手通过基层和社区活动途径参与到国际乒乓球竞争中，每年举办数量最高为60站。支线赛奖金从2025年将增至3万美元。
支线赛正赛签表构成
| 类型 | 排名直接晋级 | 主办方外卡 | WTT提名 | WTT青少年提名 | 资格赛 | 签数 |
| ---- | ------------ | ---------- | ------- | ------------- | ------ | ---- |
| 单打 | 16           | 4          | 2       | 2             | 8      | 32   |
| 单打 | 32           | 4          | 2       | 2             | 8      | 48   |
| 单打 | 48           | 4          | 2       | 2             | 8      | 64   |
| 双打 | 10           | 2          | -       | -             | 4      | 16   |

支线赛资格赛签表构成
| 类型 | 排名直接晋级 | WTT青少年提名 | 签数         |
| ---- | ------------ | ------------- | ------------ |
| 单打 | 12/28/60/124 | 4             | 16/32/64/128 |
| 双打 | 8/16         | -             | 8/16         |

| WTT青少年系列赛是起步级赛事，为初入乒坛的年轻球员（19岁以下）搭建了基础赛事体系。WTT于2021年推出该赛事体系，取代了原先的国际乒联世界青少年巡回赛（ITTF World Junior Circuit），覆盖了U11、U13、U15、U17和U19年龄段。赛事等级分为WTT青少年球星挑战赛和WTT青少年常规挑战赛，球星挑战赛的等级和奖金更高一些。每年举办数量最高为100站。在葡萄牙雷阿尔城举行的WTT青少年挑战赛成为首个WTT青少年系列赛。 此后ITTF也推出了全新的青少年积分排名体系，采用了与国际乒联世界乒乓球排名类似的结构，并将根据男女单打每个年龄组的成绩获得相应的积分。青少年球员的排名将包括2021年赛季的8个比赛的最好成绩和2022年10个比赛的最好成绩。双打和混双排名也采用新的排名模式。 世青赛为顶级赛事，冠军积分为3000分。U19年龄段的球星挑战赛和常规挑战赛积分分别获得2250分和750分，每个年龄组的积分将减少。 |

## 理事会组成人员
WTT理事会将是WTT面向公众和市场的管理机构。理事会组成人员包括退役及现役运动员、世界乒乓球的重要贡献者、赛事主办方和国际乒联人员，现任理事会主席是刘国梁。

## 董事会
目前WTT董事会成员如下：
- 董事会主席：刘国梁（国际乒联执行副主席）[20]
- 成员：哈利勒·莫汉纳迪（Khalil Al-Mohannadi）（国际乒联执行副主席）[20]

## 执行团队
目前WTT执行团队如下：
- 首席执行官：史蒂芬·丹顿（Stephen Dainton）[22]
- 首席赛事官：史蒂芬·达科特（Stephen Duckitt）
- 欧洲区总监：乔尼·考恩（Jonny Cowan）
- 日本区总监：福原爱[23]
- 转播总监：阿里·塔瓦莱（Ali Tavallai）[24]
- 首席财务官：迈克尔·布朗（Michael Brown）
- IT总监：萨利瓦桑·拉马苏布拉曼尼亚（Srivatsan Ramasubramainian）
- 商业合作总监：布赖斯·菲茨威廉（Blyth Fitzwiliam）

前执行团队成员：
- 梅丽莎·苏布拉蒂（Melissa Soobratty），原转播总监 (2020-2024.11)[25]